# Baviácora
Baviácora é um município do estado de Sonora, no México.